# Liaotang (sockenhuvudort i Kina, Jiangxi Sheng, lat 27,28, long 114,59)
Liaotang är en sockenhuvudort i Kina. Den ligger i provinsen Jiangxi, i den sydöstra delen av landet, omkring 200 kilometer sydväst om provinshuvudstaden Nanchang. Antalet invånare är 25 564. Befolkningen består av 12 355 kvinnor och 13 209 män. Barn under 15 år utgör 16,0 %, vuxna 15-64 år 74 %, och äldre över 65 år 8,0 %.
Runt Liaotang är det ganska tätbefolkat, med 124 invånare per kvadratkilometer. Närmaste större samhälle är Zhouhu, 14,8 km sydväst om Liaotang. Trakten runt Liaotang består till största delen av jordbruksmark.
Genomsnittlig årsnederbörd är 2 038 millimeter. Den regnigaste månaden är maj, med i genomsnitt 329 mm nederbörd, och den torraste är oktober, med 26 mm nederbörd.